# 关刀溪线柱兰
关刀溪线柱兰（学名：Zeuxine kantokeiensis），为兰科线柱兰属下的一个植物种。